# Тенетише (Крань)
Тенетише (словен. Tenetiše) — поселення в общині Крань, Горенський регіон, Словенія. Висота над рівнем моря: 416,2 м.